# Rote Welle (Wipper)
Die Rote Welle, auch Rothe Welle, ist ein Bach im Landkreis Mansfeld-Südharz.

## Verlauf
Sie beginnt auf der Mansfelder Platte nördlich von Welfesholz und fließt dann nach Norden durch einen Landschaftseinschnitt zur Wipper bei Sandersleben. Dabei wird sie trotz weniger kleiner Zuflüsse schnell wasserreicher, auch die Quellen sind trotz der Lage auf der Platte relativ kräftig. Ursache könnte Wasser aus dem ca. 10 km entfernten Harz sein, dass durch unterirdische Schichten auf die Platte geleitet wird. Auf halber Strecke zwischen Quelle und Mündung liegt die gleichnamige Wüstung Rote Welle.

## Namensherkunft
Der Grund für die Namensgebung ist unbekannt, bezieht sich aber offenbar nicht auf den Bachlauf, sondern auf die Quelle. Hergeleitet wird der Name vom alt- und mittelhochdeutschem rōt (rot) her. Der zweite Teil leite sich her vom althochdeutschen wella bzw. dem mittelhochdeutschen welle (aufwallen, sieden; siedenen amsse, Quelle). Die indogermanische Stammform des Wortes ist wel (drehen, wälzen).